# 根本正良
根本 正良（ねもと まさよし、1920年6月29日 - 2002年8月29日）は、日本海軍の軍人。最終階級は海軍中尉。

## 経歴
福島県出身。第十三期海軍飛行予備学生出身。一式陸上攻撃機の機長として比島作戦、硫黄島作戦、沖縄作戦等に転戦。第二次世界大戦中、最後の硫黄島空輸往復行（物資と傷病兵の輸送）に乗務。
2002年8月29日死去。82歳没。2006年、フジテレビで根本をモデルとした「硫黄島〜戦場の郵便配達〜」が放映された。

## 親族
- 長男 根本匠（自民党衆議院議員、第2代復興大臣、第21代厚生労働大臣）[1]